# Missionshyddan i Vitabergsparken

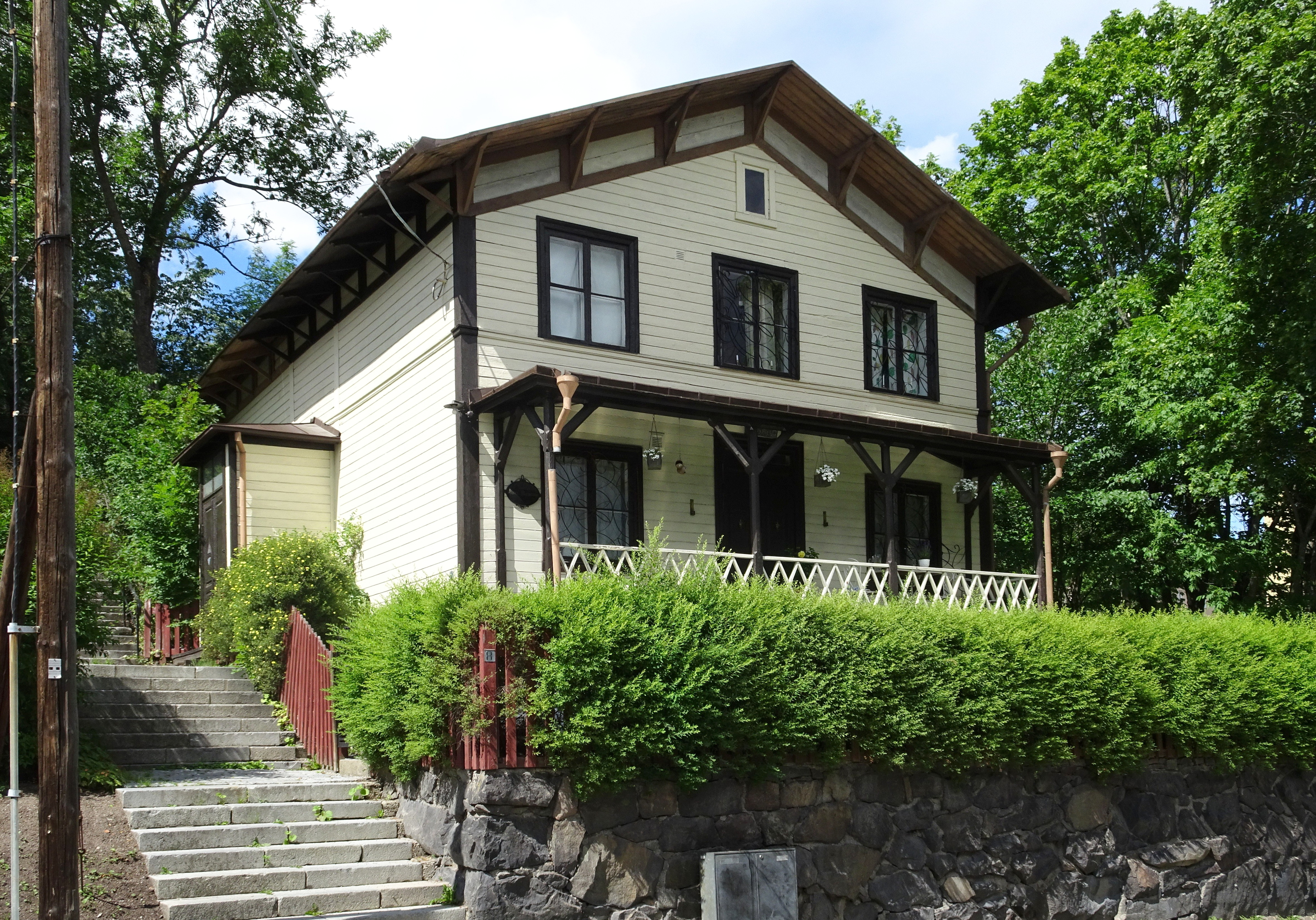
Missionshyddan i Vitabergsparken i juli 2019.

Missionshyddan i Vitabergsparken ligger vid Stora Mejtens gränd 8 på Vita bergens nordöstra sluttning på Södermalm i Stockholm. Byggnaden, även kallad ”Hyddan”, var en av Stockholms missionshyddor, stod färdig 1880 och har varit var rivningshotad ett flertal gånger. ”Hyddan” var välgörenhetslokal, kyrkosal och senare gatukontorets förråd. Idag finns en konstsmidesverkstad i huset. Byggnaden, som ligger i fastigheten Stenkolet 2 ägs av AB Stadsholmen och är grönmärkt av Stadsmuseet i Stockholm, vilket innebär "att bebyggelsen bedöms vara särskilt värdefull från historisk, kulturhistorisk, miljömässig eller konstnärlig synpunkt".

## Bakgrund

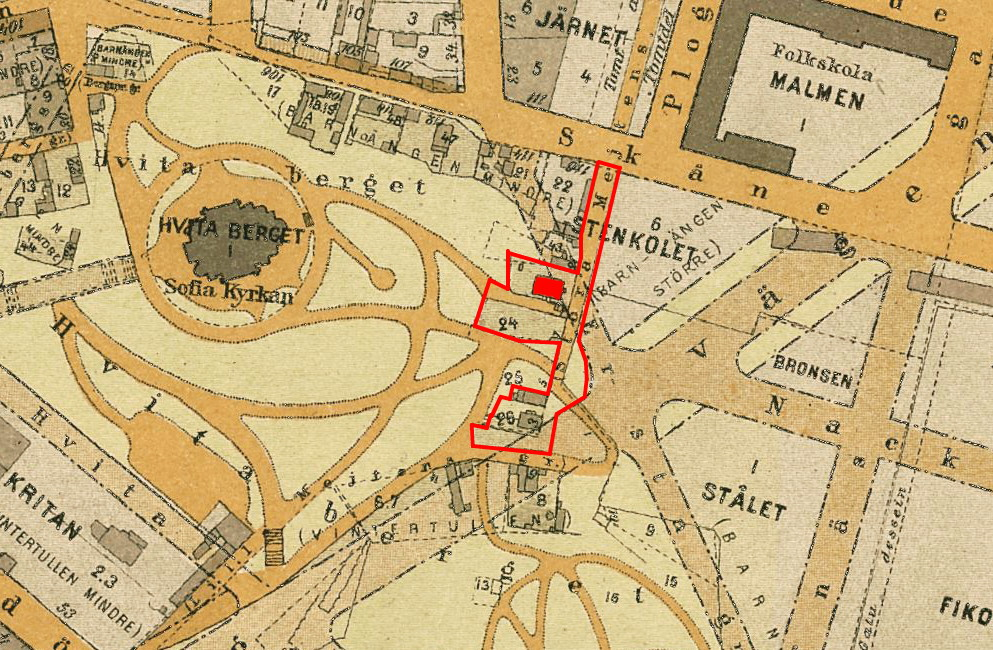
Missionshyddan 1909 och dagens fastighet Stenkolet 2.

I den oländiga terrängen kring Vita bergen bosatte sig under 1700-talet fattiga människor som arbetade bland annat i traktens textilfabriker. Fortfarande under sent 1800-tal omnämns området som ”stadens fattigaste och mest vanlottade trakt”. I samband med bygget av Sofia kyrka och anläggandet av Vitabergsparken i början av 1900-talet revs en stor del av den ”vildvuxna” kåkbebyggelsen på Vita bergens sluttningar. Nu skulle dessa fattigkvarter ersättas av en anlagd park där stadsborna kunna uppleva ett stycke natur. 
Kring kyrkan och Vita bergen pågick även omfattande gaturegleringar med bland annat planerade framdragning av Ringvägen och Erstagatan. År 1903 förvärvade Stockholms stad området för att ha ”fria händer” i sin planering. Erstagatans förlängning skulle dras rakt över Missionshyddans byggnad som hade behövs rivas. En folkopinion med politikern Anna Lindhagen i spetsen förhindrade rivningarna i Vita bergen och flera kulturreservat avsattes efter ett beslut av stadsfullmäktige 1956, bland dem fastigheten Stenkolet 2 med Missionshyddan.

## Historik

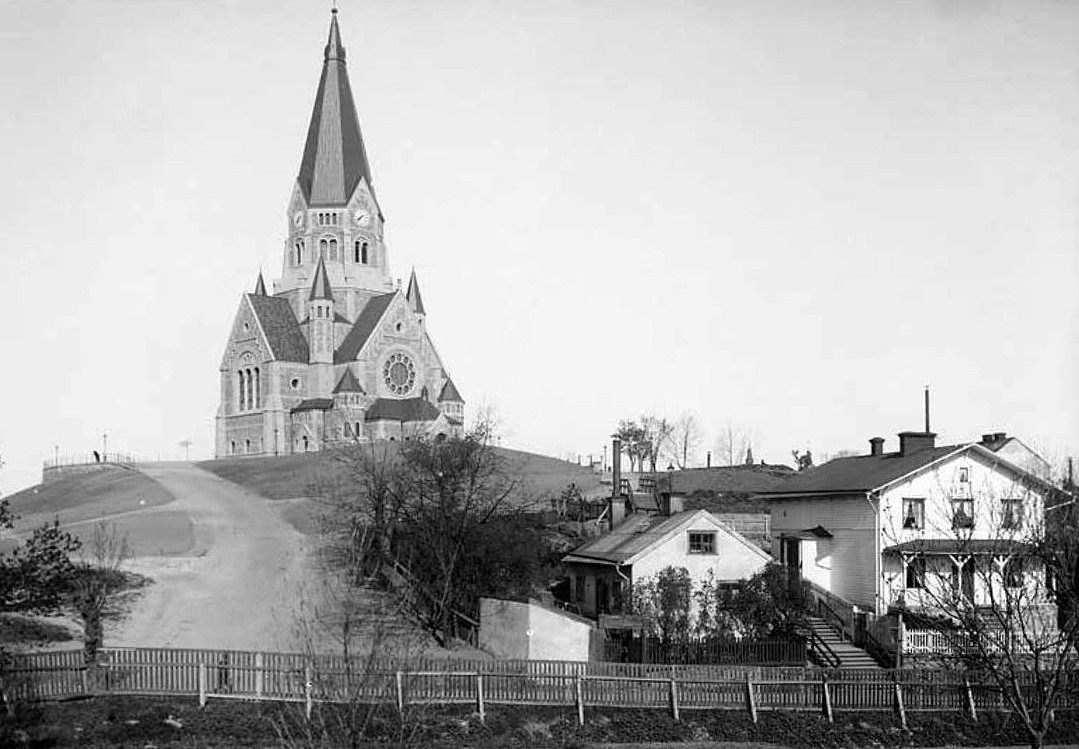
Sofia kyrka och Missionshyddan 1906.

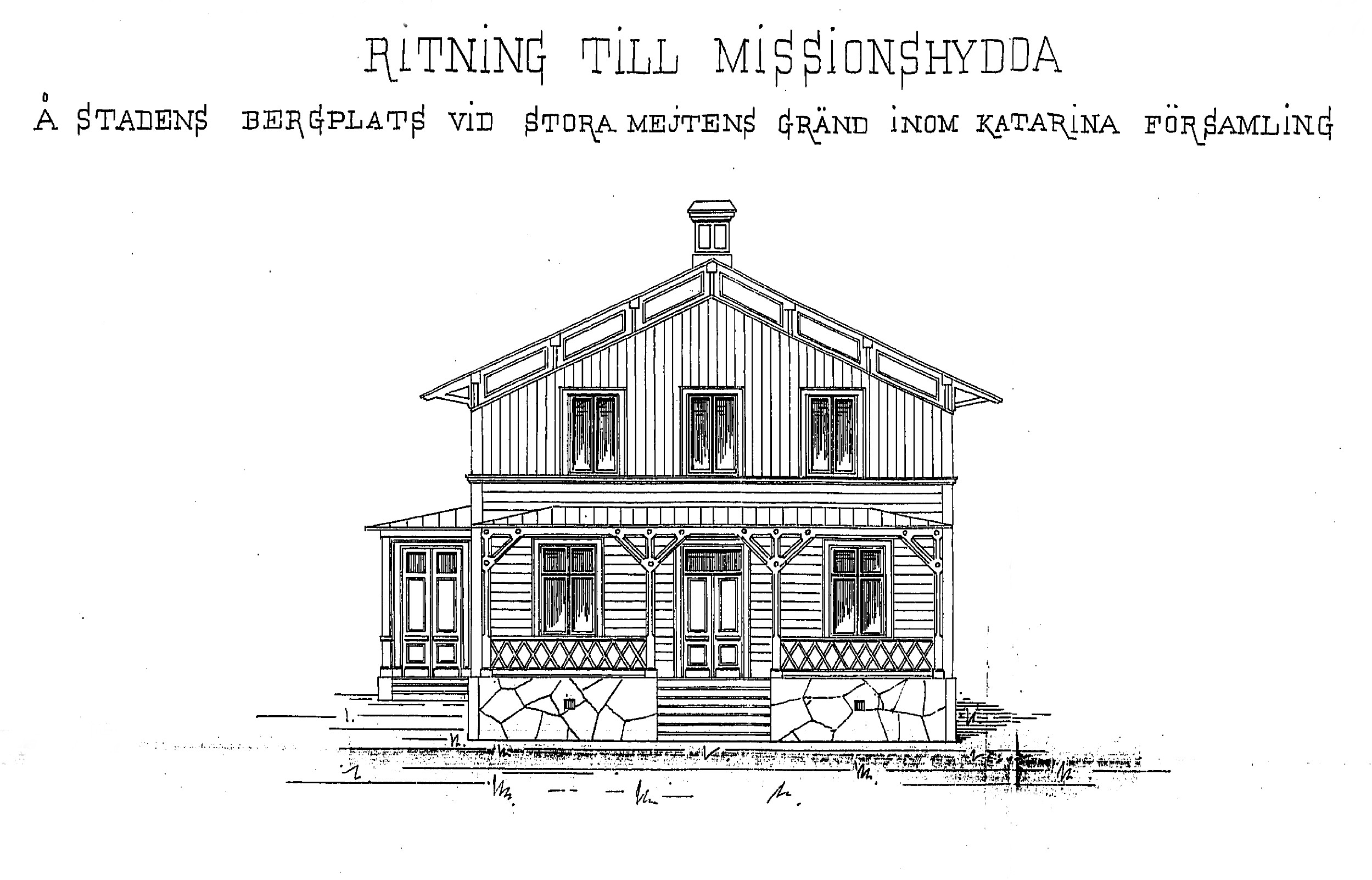
Fasadritning, 1879.

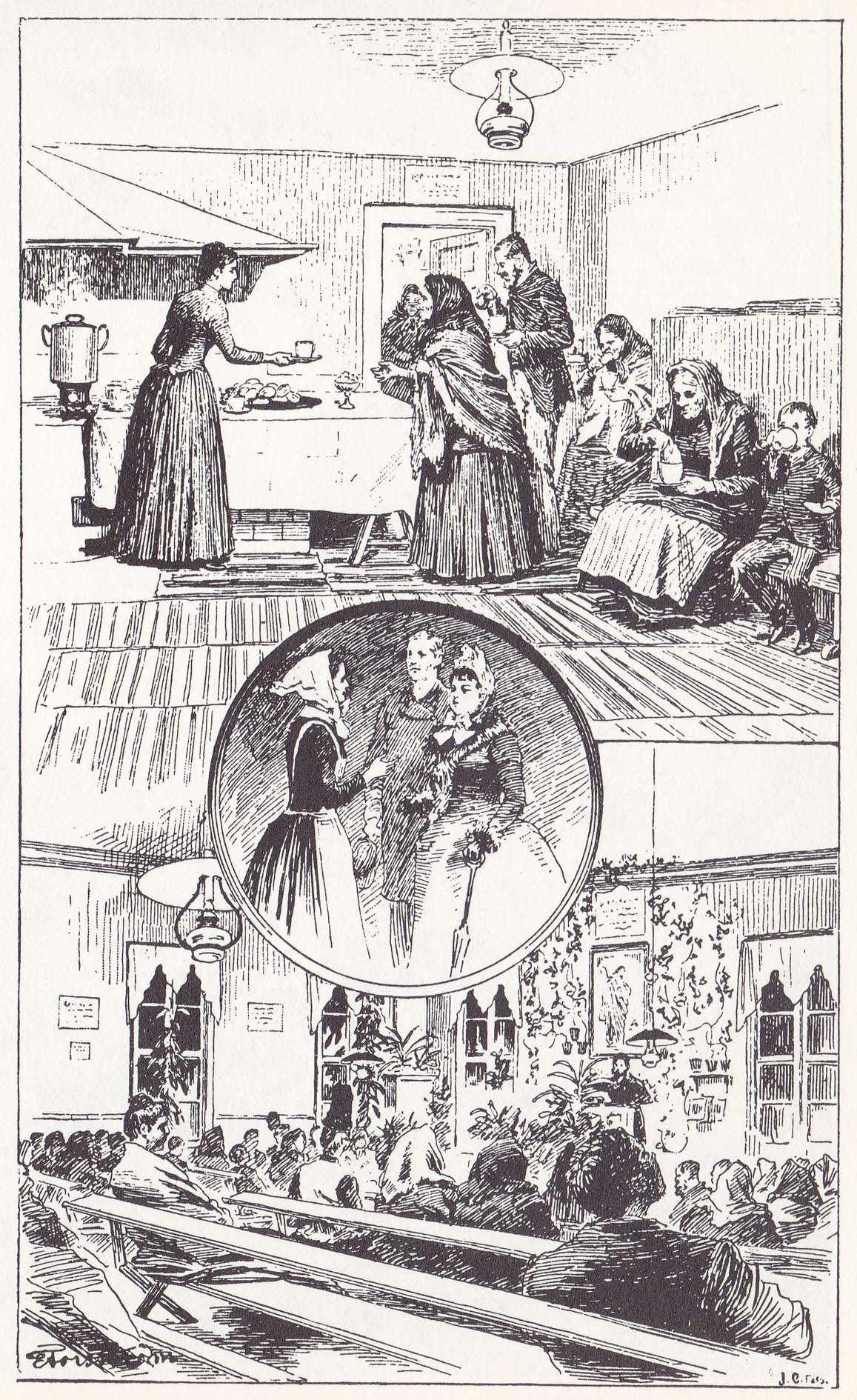
Aktiviteter i "Hyddan", 1882.

Byggnaden vid Stora Mejtens gränd 8 sticker ut med sin arkitektur och var ingen ”fattigkåk” utan uppfördes 1879–1880 för Lutherska missionsföreningen som en av Stockholms missionshyddor. Tomten hade föreningen fått kostnadsfritt av Staden. Meningen med ”Hyddan” var att göra något åt de eländiga förhållandena för de fattiga människorna i denna trakt. 
Huset gestaltades av arkitekterna Axel och Hjalmar Kumlien efter tidens smak för lätta sommarhus i trä med fabrikstillverkade paneler, takkonsoler och veranda. Missionshyddans byggnad fick ett flackt utkragande sadeltak med utskurna takfötter i återhållsam snickarglädje. Fasaderna kläddes med liggande och stående pärlspontpanel som accentueras av horisontellt och vertikalt listverk. Byggkostnaden gick på 12 000 kronor. Idag är fasaderna avfärgade i ljusgul kulör med brunmålade detaljer. På äldre fotografier framgår att byggnaden tidigare haft en mer enhetlig färgsättning. 
Invändigt fanns på bottenvåningen en stor samlingssal som gick över två våningar och två mindre rum, på övervåningen upprepades planlösningen med två mindre rum och samlingssalens övre del. Den stora salen hade egen ingång från gatan och fungerade även som församlingens andaktsrum. Rummen på bottenvåningen användes av Elsa Borg för utspisning av fattiga och de på övervåningen disponerades av diakonissor. På en samtida illustration syns kyrksalens interiör och bespisningen i ett av rummen. År 1897 förvärvades byggnaden av Katarina församling som här hade föregångaren till Sofia kyrka innan den stod färdig 1906.

## Stockholms stad blir ägare
Stockholms stad förvärvade fastigheten 1903. Stora Mejtens gränd 8 var ett av husen som skulle rivas i samband med Erstagatans framdragande. Efter att Sofia kyrka 1906 tog över missionshyddans roll som kyrkolokal drev Ernst Klefbeck, Sofia kyrkas första präst, konfirmationsundervisning för pojkar i byggnaden. Den närbelägna  Klefbecks backe är uppkallad efter honom. 
På 1940-talet blev den tidigare missionshyddan förråd för gatukontorets parkavdelning och interiören förändrades för det ändamål. På 1960-talet var huset åter igen rivningshotat. 1963 hävdade stadsträdgårdsmästaren Holger Blom att byggnaden skulle vara en del av det 1956 beslutade kulturreservatet, men staden ansåg sig inte ha råd att rusta upp det. Under tiden förföll byggnaden allt mer. Åren 1969 till 1970 renoverades huset på privat initiativ av bleck- och kopparslagarmästaren Sven Hammar i syfte att inrymma en konstsmidesverkstad.
I samband med ombyggnaden drogs ett mellanbjälklag in i stora salen och ett betonggolv göts på bottenvåningen. Vatten och avlopp samt elektricitet drogs in i byggnaden och wc och kök inreddes efter 1970-tals standard. I stort sett samtliga ytskikt förnyades. Det är sannolikt denna upprustning som räddade huset från rivning. Idag är den före detta missionshyddan en av fyra bevarade byggnader i fastigheten Stenkolet 2 som  är k-märkt i gällande stadsplan och bedöms av Stadsmuseet "vara särskilt värdefull". Huset finns omnämnt i Per Anders Fogelströms stockholmsskildring Stad i bild som utkom 1970.